# Карауэй, Хэтти Уайатт
Хэ́тти Ка́рауэй (полное имя — Хэ́тти Офе́лия Уа́йатт Ка́рауэй; англ. Hattie Ophelia Wyatt Caraway; 1 февраля 1878 года, Бейкервилл, Теннесси, США — 21 декабря 1950 года, Фолс-Черч, Вирджиния, США) — американский политик, сенатор США от Арканзаса с 1931 по 1945 годы. Первая женщина, демократически избранная в Сенат США.

## Биография

### Ранние годы
Хэтти Уайатт родилась близ деревни Бейкервилл, в округе Хамфрис, штат Теннесси. Была дочерью Люси Милдред Бёрч и Уильяма Кэррола Уайатта, фермера и лавочника. Когда ей исполнилось четыре, семья переехала в Хустбург, где Хэтти поступила в колледж Эбенезер. Спустя непродолжительное время она перешла в другое учебное заведение — Диксонский Средний Колледж. Там же, в 1896 году Уайатт получила степень бакалавра искусств.
Несколько лет проработала учителем. В 1902 году вышла замуж за Таддэуса Карауэя, с которым познакомилась ещё в студенческие годы. У пары было трое детей: Пол, Форрест и Роберт (Пол и Форрест впоследствии стали генералами армии Соединённых Штатов). Супруги обосновались в Джонсборо, штат Арканзас, где Таддэус основал юридическую практику. Хэтти заботилась о детях, ухаживала за домашним хозяйством и помогала с семейной хлопковой фермой.

### Политическая деятельность

#### Начало карьеры политика
Её муж был избран в Палату представителей в 1912 году и прослужил там до 1921 года, пока не стал сенатором США. Хотя она проявляла интерес к политической карьере супруга, Хэтти Карауэй избегала общественной деятельности, в частности, не участвовала в борьбе за избирательное право женщин.
Таддэус умер в 1931 году, находясь в должности сенатора. Губернатор Арканзаса Харви Парнелл, в силу своих полномочий, назначил Хэтти на место мужа в Сенат для завершения его срока. Карауэй вступила в должность 13 ноября 1931 года.

#### Сенатор США
Когда вице-президент Чарльз Кёртис предложил Хэтти Карауэй председательствовать в одном из комитетов Сената, она объявила, что будет баллотироваться на второй срок. Во время подачи заявки на переизбрание, сенатор от Луизианы Хьюи Лонг приехал в Арканзас, чтобы присоединиться к её кампании.
В 1932 году на выборах в Сенат она одержала уверенную победу, набрав 31 133 голоса (91,62 % от общего количества), став первой женщиной, демократически избранной в Сенат США (первая женщина служившая там — Ребекка Фелтон, не участвовала в выборах). На выборах в 1938 году Карауэй победила своего соперника, Джона Макклеллана, получив 122 883 голоса (89,58 %) и была переизбрана на пост сенатора. В 1944 году она баллотировалась вновь, но потерпела поражение в праймериз.
Будучи сенатором, Карауэй поддерживала сухой закон; была сторонницей экономической политики Франклина Рузвельта (впрочем, хотя она голосовала почти за все реформаторские начинания «Нового курса» Рузвельта, но, как и многие другие сенаторы с Юга, проголосовала против законов против линчевания). Председательствовала в сенатском комитете по зарегистрированным законопроектам.
Несмотря на усердную работу в Сенате, Карауэй крайне редко выступала с речами: за 13 лет службы она их произнесла всего 15. За это журналисты окрестили её «Тихой Хэтти».

### Последние годы
Покинув Сенат 3 января 1945 года, Карауэй продолжила политическую деятельность. С 1945 по 1946 она служила в Компенсационной комиссии рабочих Соединённых Штатов. С 1946 и до самой смерти работала в Апелляционном совете по вознаграждениям работников. Умерла от инсульта в Фолс-Черч, Вирджиния 21 декабря 1950 года. Похоронена на кладбище Уэстлон в Джонсборо рядом со своим мужем.

### Комментарии
1. ↑  Первая женщина, служившая в Сенате, Ребекка Фелтон, не участвовала в выборах.